# پلی‌هیمنیا ۳۳
سیارک ۳۳ (به انگلیسی: 33 Polyhymnia) سی و سومین سیارک کشف شده‌است که در ۲۸ اکتبر ۱۸۵۴ و در پاریس کشف شد.
قدر مطلق سیارک برابر ۸٫۵۵ است.